# Magnum Force (album)
Magnum Force è il secondo album discografico del duo hip hop Heltah Skeltah. Dopo la pubblicazione dell'acclamato album di debutto Nocturnal, Rock e Ruck hanno registrato l'album For the People con la loro crew, la Boot Camp Click, nel 1997. Nel 1998 hanno pubblicato Magnum Force, album che ha ricevuto dure recensioni, in cui si accusavano i due rapper di aver attenuato i loro contenuti per puntare a maggiori vendite. Questo è il primo album solista del Boot Camp Click a non vantare nessuna strumentale di Da Beatminers e il secondo in assoluto dopo For the People. Nonostante il successo del singolo I Ain't Havin' That, l'album ha avuto delle vendite mediocri, che hanno portato il gruppo a una temporanea divisione.

## Tracce
1. Worldwide (Rock The World)
2. Call of the Wild
3. Gunz 'N Onez (Iz U Wit Me)
4. Perfect Jab
5. Call Tyrone (skit)
6. Chicka Woo
7. I Ain't Havin That
8. 2 Keys (skit)
9. Brownsville II Long Beach
10. 2 Keys II
11. Magnum Force
12. 2 Keys III
13. Sean Wigginz
14. Forget Me Knots
15. Black Fonzirelliz
16. Do The Knowledge
17. MFC Lawz
18. Hold Your Had Up
19. Gang's All Here